# 스토리지 링

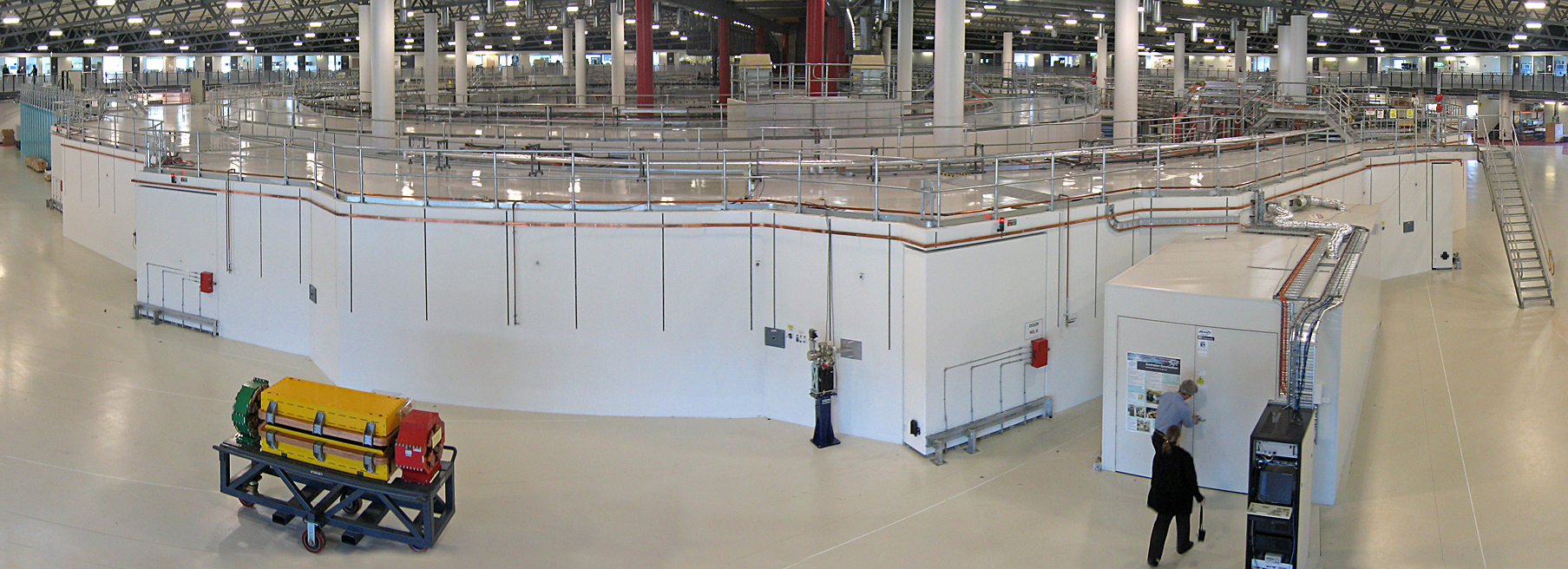
원주 216m의 스토리지 링이 오스트레일리아 싱크로트론 시설 내부의 이 이미지에서 가장 중요한 부분을 차지한다. 스토리지 링 중앙에는 부스터 링과 리낙이 있다.

스토리지 링(영어: Storage ring)은 원형 입자 가속기의 한 종류로, 연속적이거나 맥동하는 입자 빔이 일반적으로 수 시간 동안 계속 순환될 수 있도록 한다. 특정 기본 입자의 저장은 저장될 입자의 질량, 운동량, 그리고 일반적으로 전하에 따라 달라진다. 스토리지 링은 주로 전자, 양전자, 또는 양성자를 저장한다.
스토리지 링은 주로 싱크로트론 방사를 방출하는 전자를 저장하는 데 사용된다. 전자 스토리지 링 기반 시설은 50개가 넘으며 화학 및 생물학 분야의 다양한 연구에 활용된다. 스토리지 링은 또한 소콜로프-테르노프 효과를 통해 편광된 고에너지 전자 빔을 생성하는 데 사용될 수 있다. 스토리지 링의 가장 잘 알려진 응용 분야는 입자 가속기 및 입자 충돌기에서 두 개의 역회전하는 저장 입자 빔이 특정 위치에서 충돌하도록 하는 것이다. 결과적으로 발생하는 아원자 상호 작용은 주변 입자 검출기에서 연구된다. 이러한 시설의 예로는 LHC, LEP, PEP-II, KEKB, RHIC, 테바트론, HERA 등이 있다.
스토리지 링은 싱크로트론의 한 종류이다. 일반적인 싱크로트론은 고주파 가속 공동의 도움으로 입자를 낮은 에너지 상태에서 높은 에너지 상태로 가속하는 데 사용되는 반면, 스토리지 링은 입자를 일정한 에너지로 저장하며 고주파 공동은 싱크로트론 방사 및 기타 과정으로 손실된 에너지를 보충하는 데만 사용된다.
제라드 K. 오닐은 1956년에 저장 링을 충돌기의 구성 요소로 사용할 것을 제안했다. 이 맥락에서 스토리지 링의 주요 이점은 주입 가속기보다 훨씬 낮은 플럭스를 달성하는 주입 가속기에서 높은 빔 플럭스를 축적할 수 있다는 점이다.

## 입자 빔 저장을 위한 중요 고려 사항

### 자석

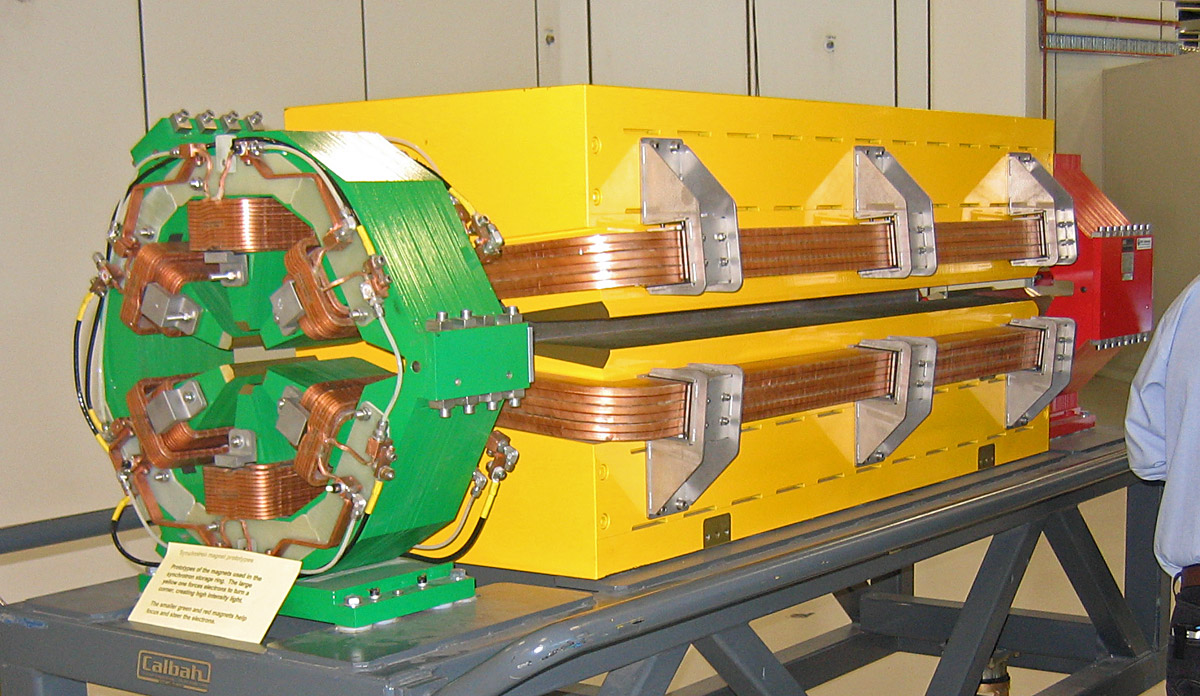
오스트레일리아 싱크로트론의 스토리지 링에 사용되는 다양한 종류의 자석. 큰 노란색은 전자 빔을 휘게 하고 싱크로트론 방사를 생성하는 데 사용되는 쌍극자 자석이다. 녹색은 육극자 자석이고 빨간색(쌍극자 뒤)은 사극자 자석이다. 이들은 각각 초점 조절과 색도 유지를 위해 사용된다.

입자들이 거의 원형 경로로 움직이도록 힘을 가해야 한다. 이는 쌍극자 정전기장 또는 쌍극자 자기장을 사용하여 달성할 수 있지만 대부분의 스토리지 링이 상대론적 전하 입자를 저장하므로 쌍극자 자석에 의해 생성되는 자기장을 사용하는 것이 가장 실용적이다. 그러나 매우 낮은 에너지 입자를 저장하기 위해 정전기 가속기가 만들어졌으며, 사극자장으로 (비전하) 중성자를 저장할 수 있지만, 이는 비교적 드물다.
쌍극자 자석만으로는 약한 초점이라고 불리는 것만을 제공하며 이러한 종류의 자기 요소만으로 구성된 스토리지 링은 입자들이 상대적으로 큰 빔 크기를 갖게 한다. 쌍극자 자석을 적절한 사극자 자석 및 육극자 자석 배열과 겹쳐 놓으면 훨씬 작은 빔 크기를 제공할 수 있는 적합한 강한 초점 시스템을 만들 수 있다. FODO 및 채스먼-그린 격자 구조는 강한 초점 시스템의 간단한 예이지만, 다른 많은 시스템들이 있다.
쌍극자 및 사극자 자석은 서로 다른 입자 에너지를 다른 양으로 편향시키는데, 이 속성을 물리 광학과의 유추를 통해 색도라고 부른다. 따라서 실제 저장된 입자 빔에 내재된 에너지 확산은 횡방향 및 종방향 초점의 확산을 초래하며, 다양한 입자 빔 불안정성에 기여한다. 육극자 자석(및 고차 자석)은 이러한 현상을 보정하는 데 사용되지만, 이는 다시 비선형 운동을 야기하며, 이는 저장 링 설계자들이 직면하는 주요 문제 중 하나이다.

### 진공
입자 묶음은 수백만 킬로미터(수 시간 동안 빛의 속도에 가깝게 움직임을 고려할 때)를 이동하므로 빔 파이프 내에 남아 있는 가스는 수많은 충돌을 야기할 것이다. 이는 묶음의 크기를 증가시키고 에너지 확산을 증가시키는 효과를 가져온다. 따라서 더 나은 진공은 더 나은 빔 역학을 제공한다. 또한, 잔류 가스 또는 묶음 내 다른 입자(투셰크 효과)로부터의 단일 대각 산란 사건은 입자를 가속기 진공 용기 벽에 손실될 만큼 충분히 멀리 튕겨낼 수 있다. 이러한 점진적인 입자 손실을 빔 수명이라고 하며, 이는 스토리지 링에 주기적으로 새로운 입자들을 주입해야 함을 의미한다.

### 입자 주입 및 타이밍
저장 링으로의 입자 주입은 스토리지 링의 응용 분야에 따라 여러 가지 방법으로 수행될 수 있다. 가장 간단한 방법은 하나 이상의 펄스형 편향 쌍극자 자석(주입 키커 자석)을 사용하여 들어오는 입자 열을 저장된 빔 경로로 유도하는 것이다. 키커 자석은 저장된 열이 주입 지점으로 돌아오기 전에 꺼지므로 저장된 빔이 생성된다. 이 방법은 때때로 단일 턴 주입이라고 불린다.
다중 턴 주입은 많은 수의 들어오는 입자 열을 축적할 수 있게 하며, 이는 큰 저장 전류가 필요할 때 유용하다. 양성자와 같이 상당한 빔 감쇠가 없는 입자의 경우, 각 주입된 펄스는 저장된 빔의 횡방향 또는 종방향 위상 공간의 특정 지점에 배치되며, 빔 편향 및 저장된 빔의 일관된 진동을 신중하게 배열하여 이전에 주입된 열을 방출하지 않도록 주의한다. 예를 들어 싱크로트론 방사로 인한 전자의 방사 감쇠와 같이 상당한 빔 감쇠가 있는 경우, 주입된 펄스는 위상 공간의 가장자리에 배치된 다음, 추가 펄스를 주입하기 전에 횡방향 위상 공간에서 저장된 빔으로 감쇠되도록 할 수 있다. 싱크로트론 방사로 인한 일반적인 감쇠 시간은 수십 밀리초이며, 이는 초당 여러 펄스를 축적할 수 있게 한다.
입자 추출이 필요한 경우(예를 들어 일련의 가속기에서), 주입과 유사하게 단일 턴 추출을 수행할 수 있다. 공명 추출도 사용될 수 있다.

### 빔 역학
입자들은 매우 많은 턴, 잠재적으로 100억 턴 이상 동안 저장되어야 한다. 이러한 장기 안정성은 도전적이며, 장기 안정성을 이해하고 최적화하기 위해 자석 설계와 추적 코드 및 분석 도구를 결합해야 한다.
전자 스토리지 링의 경우, 방사 감쇠는 전자를 수천 턴 정도의 설계 궤도로 되돌리는 비-해밀턴 역학을 제공하여 안정성 문제를 완화한다. 방출된 광자 에너지의 변동으로 인한 확산과 함께 평형 빔 분포에 도달한다. 이러한 주제에 대한 자세한 내용은를 참조할 수 있다.

## 같이 보기
- 제라드 K. 오닐 (발명가)
- 싱크로트론 방사 시설 목록